# جوانيدين
جوانيدين (بالإنجليزية: Guanidine)‏ هو مركب كيميائي صلب عديم اللون يتفكك بالمذيبات القطبية، صيغته الكيميائية هي HNC(NH2)2، وهوعبارة عن قاعدة قوية، يستخدم في صناعات البلاستك والمتفجرات، وهو ناتج طبيعي لعملية أيض البروتين ويمكن ملاحظته بالبول. يظهر الجسم الكيميائي الأكبر للجوانادين في العديد من المركبات العضوية الكبيرة ومنها السلسلة الطرفية للأرجنين.

## الهيكل الكيميائي
يُنظر للجوانيدين كنظير نيتروجيني من حمض الكرونيك وذلك بتبديل جزء ال C=O في حمض الكربونيك بـ C=NH واستبدال كل مجموعة هيدوكسيد OH بمجموعة NH2 ويمكن النظر للـ إيزوبوتيلين بنفس الطريقة كنظير كربوني. وبالرغم من بساطة المركب فقد ظهر أول تحليل دقيق لصورة الأشعة السينية للجوانيدين بعد 148 عاما من تصنيعه لأول مرة، حُددت أماكن ذرات النيتروجين واهتزازيهم الجزئي عام 2013 تقنية البلورة الأحادية والحيود حول ذرات النايتروجين.

## الإنتاج
يمكن الحصول على الجوانيدين من المصادر الطبيعية، وأول من استطاع عزله الكيميائي لألماني أدولف شتريكر بانحلال الجوانين. صنع لأول مرة عام 1861 عن طريق الانحلال المؤكسد للمركب العطري الطبيعي جوانين المعزول من فضلات الطيور.
يصنع مخبريا عن طريق التحلل الحراري لثيوسيانات الأمونيوم في ظروف لامائية على درجة حرارة 180-190س° :
{\displaystyle {\ce {3 NH4SCN = 2 CH5N3 + H2S + CS2}}}
التصنيع التجاري يتمضن خطوتين، بدأً بتفاعل ثنائي سيانوجوانادين مع أملاح الأمونيوم مع العامل المساعد (بيجوانايد)، تفكك أملاح الأمونيوم يوفر الأملاح لمركب الجوانيدينيوم الموجب. في الخطوة الثانية يعالج الملح بقاعدة مثل ميثوكسيد الصوديوم.

## خواص كيميائية
الجوانيدينيوم الموجب
قيمة الpKb لمركب الجوانيدين 0.4 مما يعني أنه مركب عالي القاعدية وبالتالي معظم مشتقات الجوانيدين هي عبارة عن ملح مع حمضه المرافق.

الحمض المرافق يسمى الجوانيدينيوم الموجب (C(NH2)+3) وهو مركب مستوي متماثل الأطراف يتكون من ثلاث مجموعات أمينية مرتبطة بذرة الكربون المركزية برابطة تساهمية. وهو مستقر في المحاليل المائية نتيجة الرنين الفعال للشحنة والتذواب الفعال لجزيئات الماء. قيمة ال pKaH للمركب هي 13.6 وتعني أنه قاعدة قوية بالماء. يتواجد أيون الجوانيدين بالماء المتعادل بشكل جوانيدينيوم حصريا.

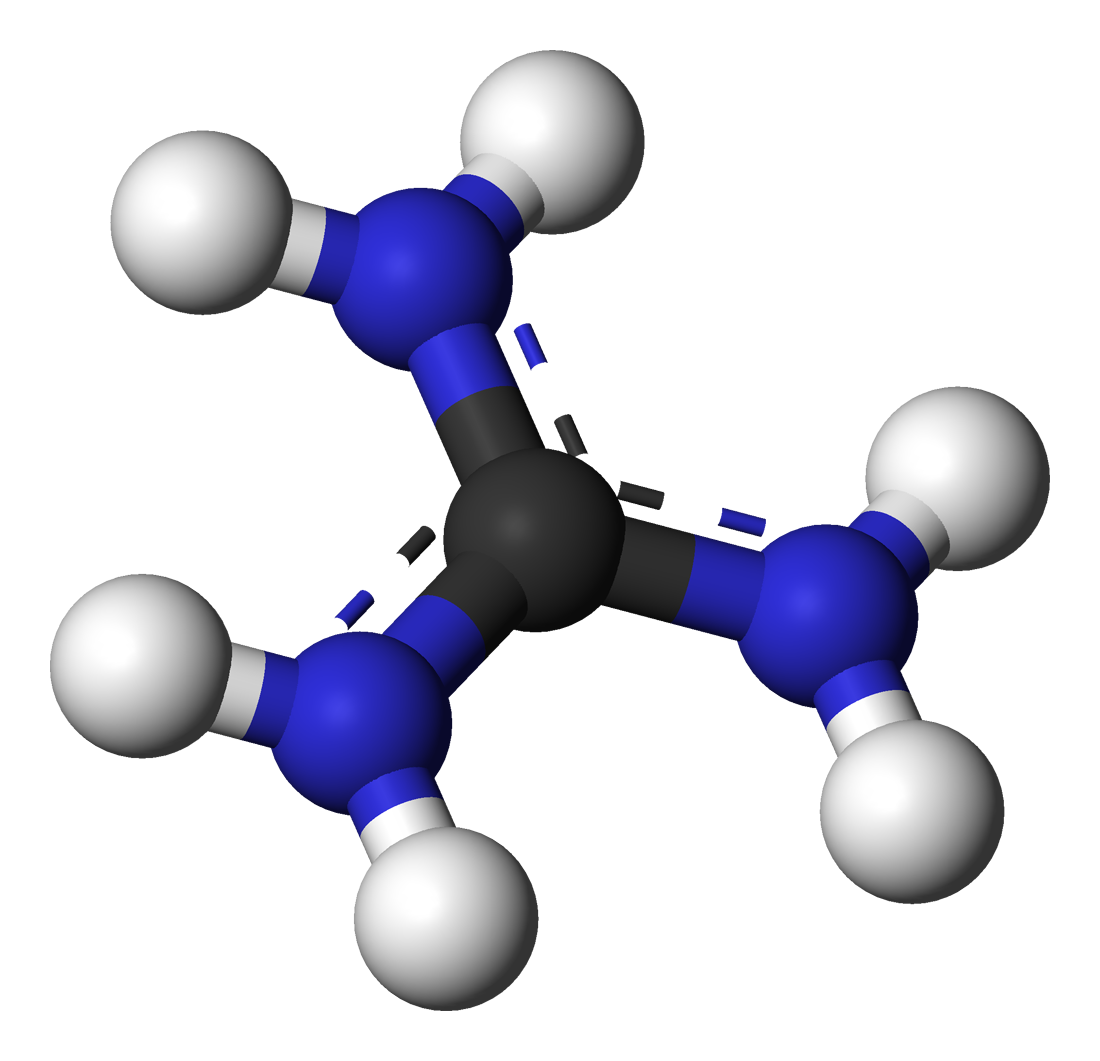
نموذج الكرة والعصا
رنين
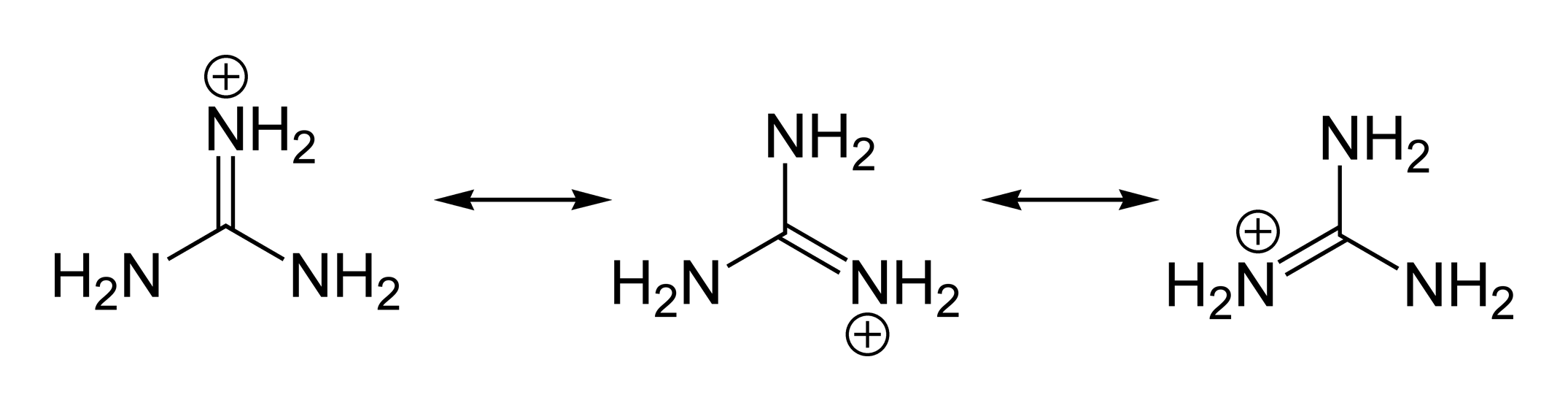
الأشكال المتعارف عليها

### كاشف الجوانيدينيوم
يمكن انتقاء جوانيدينيوم باستخدام صوديوم 1,2-نفثوكينون-4-حمض السلفونيك (كاشف فولين) واليوريا المحمضة.

## استخدامات

### الصناعة
ملح الجوانيدين المستخدم تجاريا هو نايتروجينات الجوانيدين C(NH2)3]NO3] ويستخدم كغاز دافع كما هو الحال بالوسائد الهوائية.

### الكيمياء الحيوية
يتواجد الجوانيدين في الكائنات الحية بشكله المهدرج كالجوانيدينيوم.
كلوريد الجوانيدينيوم يستخدم لإفساد وتغير شكل البروتينات، تزداد قوته في تفكيك البروتينات وافسادها بالزدياد تركيزه، فمثلا في محلول ذا تركيز مولي 6 كلوريد جوانيدينيوم كل البروتينات تفقد بنيتها الحيوية تقريبا ليبقى فقط سلاسل ببتدية عشوائية ملتفة حول بعضها.
استخدم كلوريد الجوانيدينيوم أيضا كمعزز علاج في التسمم السجقي عام 1968، لكن الآن أصبح الأمرخلافي لأنه بعض المرضى لم يظهروا أي تحسن بعد استخدمه. وهو المادة الفعالة في بعض منعمات الشعر.
ثيوسيانات الجوانيدينيوم أيضا استخدمت لخصائصها المفسدة في مختلف العينات البيولوجية.

## مشتقات الجوانيدين

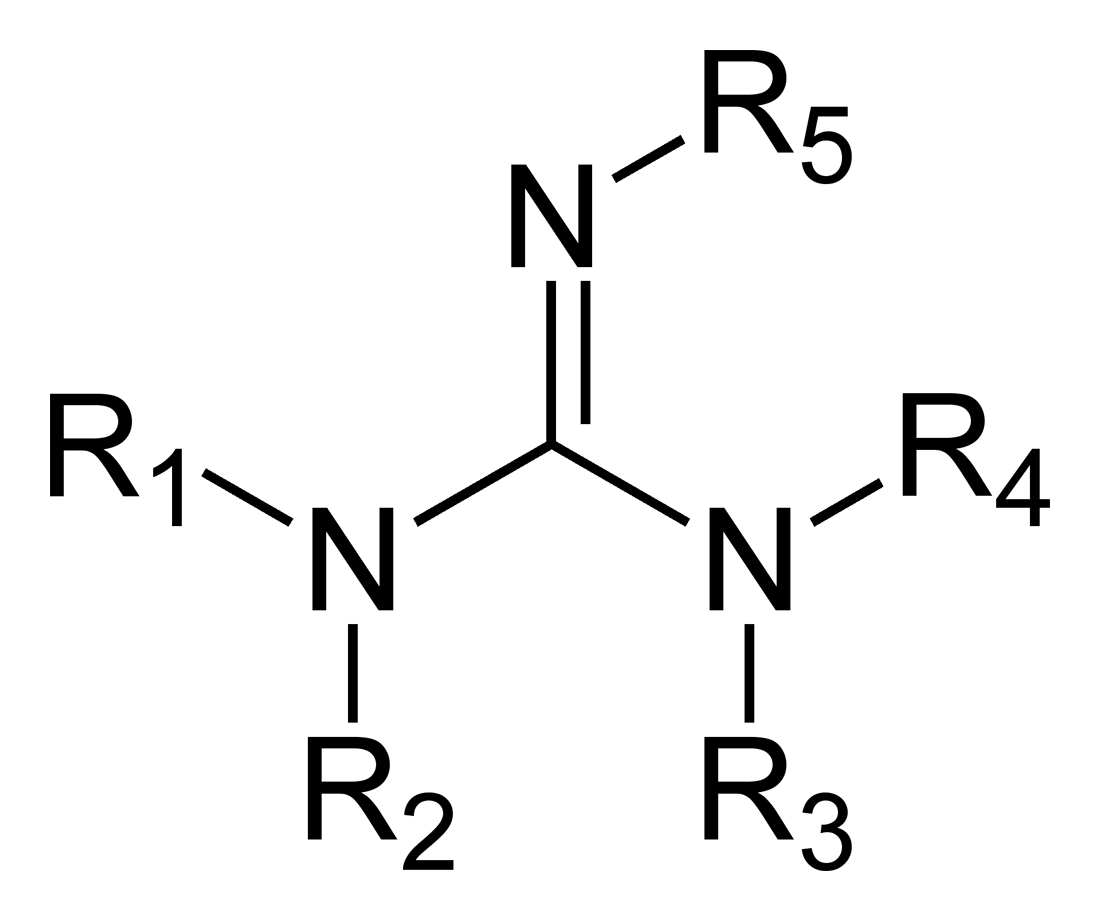
الهيكل العام للجوانيدين

مجموعة من المركبات العضوية يتشاركون مجموعة وظيفية معينة وصيغة كيميائية عامة (R1R2N)(R3R4N)C=N−R5 والرابطة المركزية، وهي إيمين، وتكون قريبة هيكليا من الأميدينات واليوريا.
بعض الأمثلة على مشتقات الجوانيدين: أرجنين وتريازابيسكلوديسين وساكسيتوكسين وكرياتين.